# Plocama asperuliformis
Plocama asperuliformis là một loài thực vật có hoa trong họ Thiến thảo. Loài này được (Lincz.) M.Backlund & Thulin mô tả khoa học đầu tiên năm 2007.